# Тахтамишев Володимир Феофанович
Тахтамишев Володимир Феофанович  (близ. 1890-1935) -  учасник анархо махновського руху. Грек за національністю. На переконання більшовик.

## Біографія
Народився в селі Велика Янісоль.
У 1918 році в селі Старий Керменчик Тахтамиша створив і очолив грецький повстанський загін, який боровся з австро-німецькими окупаційними військами. Загін діяв в районі сіл Мала Янісоль, Чердакли, Келлеровка, Македонівка, Сартана.
21 лютого в Пологах по наказу Дибенка була сформована 1-ша Українська Радянська Задніпровська Дивізія, де Тахтамишев став політкомом 9-го полку.
У березні 1919 року Володимир був командиром 9-го полку, єдиним, якого не обрали махновці, а який був призначений більшовиками. В цей же час його представили до нагороди Червоний Орден.
19 березня 1919 Тахтамиш брав участь у визволенні Маріуполя від білої армії. Після звільнення міста Дибенко нагородив 9 полк особим Червоним прапором.
Наприкінці червня Тахатмишев разом з іншими частинами махновців займав частину фронту який простягнувся від Бердянська по село Покровське. Під його командуванням перебував 9 грецький піхотний полк у складі 2000 червоноармійців, з них 1200 без гвинтівок.
В кінці 1919 року беззбройний загін Тахтамишева влився 14 армію і залишився в ній, розірвавши відносини з махновцями.
По закінченню громадянської війни Тахтамишев оселився в Маріуполі, очолив будівництво рибоконсервного комбінату і став його першим директором.
У 1935 році він помер від важкої хвороби.

## Нагороди
- Орден Червоного Прапора (1919)